# Sozibius paurops
Sozibius paurops är en mångfotingart som beskrevs av Chamberlin 1944. Sozibius paurops ingår i släktet Sozibius och familjen stenkrypare. Inga underarter finns listade i Catalogue of Life.